# جان نتلز
جان نتلز (انگلیسی: John Nettles) بازیگر اهل بریتانیا است.
از فیلم‌ها یا برنامه‌های تلویزیونی که وی در آن نقش داشته است می‌توان به آدمکشان میدسامر، برژراک و پولدارک اشاره کرد.